# Laila Steindal
Laila Stendal (7 de dezembro de 1932 - 2 de agosto de 2021) foi uma política norueguesa do Partido do Centro.
Serviu como vice-representante para o Parlamento da Noruega por Sogn og Fjordane durante os mandatos de 1981–1985 e 1985–1989. No total, ela apresentou-se durante 172 dias de sessão parlamentar.  Ela foi vice-prefeita de Flora e membro do conselho do condado de Sogn og Fjordane.
A sua filha também tornou-se numa política local do Partido do Centro.